# Paolo Meneguzzi
Pour les articles homonymes, voir Meneguzzi.
 (mars 2010).
Si vous disposez d'ouvrages ou d'articles de référence ou si vous connaissez des sites web de qualité traitant du thème abordé ici, merci de compléter l'article en donnant les références utiles à sa vérifiabilité et en les liant à la section « Notes et références ».
Paolo Meneguzzi, de son vrai nom Pablo Meneguzzo est un chanteur suisse né le 6 décembre 1976 à Mendrisio, dans le canton du Tessin. Il est le fils de Loredana Pacchiani et Gomez Meneguzzo. Il a grandi entre Lugano et Milan. En 2008, il représente la Suisse au Concours Eurovision de la chanson.

## Biographie
Pour Paolo Meneguzzi, la musique est une histoire de famille et une passion depuis sa tendre enfance. Son grand-père, Franco, artiste aux multiples talents, lui offrit une guitare alors qu’il avait tout juste 8 ans et ne réussissait même pas à la tenir en main. Depuis lors, son cheminement vers la profession de chanteur fut marqué par un grand engagement et de nombreuses difficultés, car son père ne voyait pas d’un bon œil le fait que Paolo abandonne son emploi à la banque pour faire d’un hobby un métier risqué. Malgré toutes les résistances, et grâce au soutien de sa mère, Paolo a cultivé avec obstination sa passion jusqu’au jour où il a rencontré le manager Massimo Scolari. Ce dernier, avec un rapide succès en Amérique du Sud, réussit à placer Paolo parmi les privilégiés en mesure de gagner leur vie avec la musique, réconciliant ainsi Paolo avec les attentes de son père.

## Carrière

### Victoire à Viña del Mar et succès en Amérique Latine
En 1996, alors que Paolo Meneguzzi est encore inconnu en Italie, il remporte le festival international de la chanson Viña del Mar, au Chili, avec sa chanson Aria, Ariò. Le succès de cette chanson entraîne la sortie de son premier album, Por Amor, le 27 mars 1997. Suit ensuite la sortie d'un deuxième album éponyme, duquel est extrait le single Si enamorarse, puis l'album Emociones en 1999, dont 1 million de copies seront vendues.

### Débuts en Italie et au Festival de Sanremo
Le lancement de la carrière de Paolo Meneguzzi en Italie s'effectue avec sa participation au Festival de Sanremo en 2001, dans la catégorie jeunes artistes. Sa chanson Ed io non ci sto più lui permet de se classer en septième position. La même année sort l'album Un sogno nelle mani. Une version espagnole sera même enregistrée, sous le nom de Un sueño entre las manos.
Son premier véritable succès italien arrive avec le single In nome dell'amore, en 2002, enregistré à l'Olympic Studio et au Metropolis Studio de Londres. En quelques semaines, la chanson figure aux hit parades radiophoniques occupant pendant plus de deux mois le classement des meilleures ventes de single.
En 2003, il sort son deuxième single VeroFalso qui, en trois semaines, se place dans le top 5 de Music Control. Octobre de la même année marque la sortie du troisième single, Lei è. L’album du même nom sort également en octobre et reçoit un double disque de platine avec plus de 200’000 exemplaires vendus. Paolo prépare même une version française et espagnole du single Lei è.

### La consécration avecGuardami negli occhi
En 2004, il participe au 54e Festival de Sanremo avec sa chanson Guardami negli occhi (Prego) qui termine à la quatrième place, avec 127 346 votes. Immédiatement la chanson se retrouve en tête du classement de Music Control. Il sort ensuite une nouvelle édition de l'album Lei è, contenant une chanson additionnelle, Baciami, qui se place aussitôt parmi les plus programmés des radios italiennes, ainsi que des remix des chansons Lei è et VeroFalso, et sa chanson présentée à Sanremo. En juin, il démarre son Lei è tour à Bellinzone, qui passe par l'Italie et la Suisse. Le 18 octobre, Paolo Meneguzzi sort le single In nome dell’amore (Au nom de l’amour) en France, chanté aux côtés d’Ophélie, gagnante de l’édition française de Popstars. La chanson grimpe immédiatement dans les dix meilleures ventes de single en France et, après un peu plus d’un mois, totalise plus de 100 000 exemplaires vendus. Il sort ensuite la version française de l'album Lei è, Elle est, certifié disque de platine.

### Favola
En 2005, il participe de nouveau au Festival de Sanremo, avec la chanson Non capiva che l'amavo, qui entre dans le top 10 italien. La même semaine sort l'album Favola, et qui sera certifié double disque de platine en seulement deux semaines. Il prévoit la sortie de la version espagnole de Lei è, Ella es.
Après avoir passé l'été 2005 entre l'Italie et la Suisse avec la tournée Favola, Paolo se tourne vers la création d'un nouvel album. Après 2 ans de silence, il annonce sa participation au 57e Festival de Sanremo et la sortie de l'album Musica.

### Musicaet l'Eurovision
La chanson Musica se classe à la sixième place du festival de San Remo et l'approbation de Pippo Baudo, qui la qualifie de "manifeste du festival de San Remo". Le 9 mars 2007 Paolo Meneguzzi sort son quatrième album en italien, Musica, et le single homonyme devient le single le plus vendu d'Italie. L'album Musica est enregistré en espagnol pour le marché américain, en même temps qu'une version en anglais du single Musica.
Le 21 avril 2007 débute la tournée Musica, à Biasca en Suisse. La même année est annoncée la participation de Paolo Meneguzzi à l'Eurovision 2008, en tant que représentant de la Suisse. Le 30 novembre sortent une version CD et DVD de son live Musica Tour à Biasca, un show filmé de la TSI – Televisione Svizzera Italiana.
En 2008, il présente sa chanson Grande au 58e Festival de Sanremo, parmi 20 participants il se classe à la sixième place. En mars sort son cinquième album Corro via, qui lui vaudra un énième disque de platine. En mai, il représente la Suisse à l'Eurovision avec la chanson Era stupendo. Il termine à la treizième place, qui n'est pas qualificative pour la finale.

### Débuts aux États-Unis
Le 29 juillet 2008, Música sort aux États-Unis et en Amérique Latine, accompagné du single Tu eres música, au moment où Vogue Mexique le qualifie de "faiseur de mode" du monde latin. Le 11 septembre 2008 sort le single italien Vai Vai, troisième extrait de l'album Corro via.
Le 26 février, il participe au festival Viña del Mar au Chili en tant que président du jury international.

### Nouvel album et tournée italienne
En 2010 est prévue la sortie d'un nouvel album, intitulé Miami. Paolo Meneguzzi a cependant dit qu'il parlerait d'amour, mais qu'il serait différent des autres au niveau musical (son premier single Imprevedibile sortit au mois de mai en la preuve). La sortie était d'abord prévue pour le mois de mars, puis a été repoussée au mois de mai. Pour des raisons de promotions, Miami est finalement sortit le 1er juin 2010. Il a annoncé qu'un évènement serait organisé le 6 juin à Chiasso, au bénéfice de "Progetto Amore", l'association caritative créée pour aider les enfants tessinois les moins fortunés. Une nouvelle tournée a commencé en Italie.

## Discographie

### Albums
- 2001 - Un sogno nelle mani
- 2003 - Lei è
- 2004 - Lei è 2004
- 2005 - Favola
- 2007 - Musica
- 2007 - Live Musica Tour
- 2008 - Corro via
- 2010 - Miami
- 2011 - Sei amore Best Of

### Albums Internationaux
- 1997 - Por Amor
- 1997 - Sólo para ti
- 1998 - Paolo
- 1999 - Emociones
- 2001 - Un sueño entre las manos
- 2004 - Elle Est
- 2006 - Ella Es
- 2008 - Música

### Singles
- 1996 - Ariá arió, "la primera vez"
- 1996 - Loco loco
- 1996 - Eres el fin del mundo
- 1996 - Golpes bajos
- 1997 - Si enamorarse
- 1998 - Por una como tú
- 1998 - Aire de fiesta
- 1999 - Mi libre canción
- 1999 - Sabor de sal
- 2001 - Un condenado te amo
- 2001 - Ed io non ci sto più
- 2001 - Mi sei mancata
- 2001 - Quel ti amo maledetto "un condenado te amo"
- 2002 - In nome dell'amore
- 2003 - Verofalso
- 2003 - Lei è
- 2004 - Guardami negli occhi (prego)
- 2004 - Baciami
- 2004 - Una regola d'amore
- 2004 - In nome dell'amore (Au nom de l'amour) (en duo avec Ophélie Cassy)
- 2005 - Non capiva che l'amavo
- 2005 - Sara
- 2005 - Lui e lei
- 2007 - Musica
- 2007 - Ti amo ti odio
- 2007 - Ho bisogno d'amore
- 2008 - Grande
- 2008 - Era stupendo
- 2008 - Tú eres música
- 2008 - Vai via
- 2009 - Te amo, te odio
- 2009 - Mírame a los ojos
- 2010 - Imprevedibile
- 2010 - Se per te
- 2011 - sei amore
- 2012 - fragile